# Green (cratera marciana)
A cratera Green é uma cratera de impacto no quadrângulo de Argyre, em Marte. Ela se localiza a 52.4º latitude sul e 8.4º longitude oeste, possui 184 km de diâmetro e recebeu este nome em honra a Nathaniel Green, um astrônomo britânico.

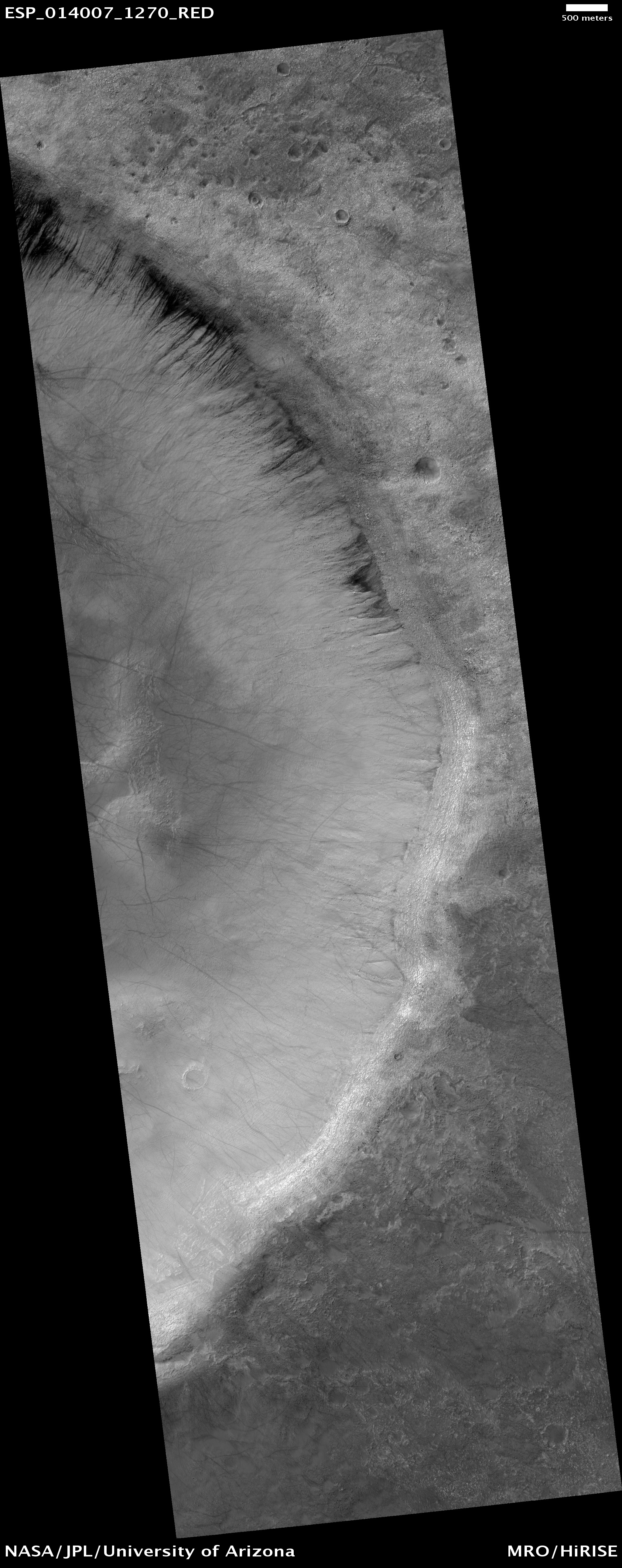
Ravinas na cratera Green, visto pela HiRISE.
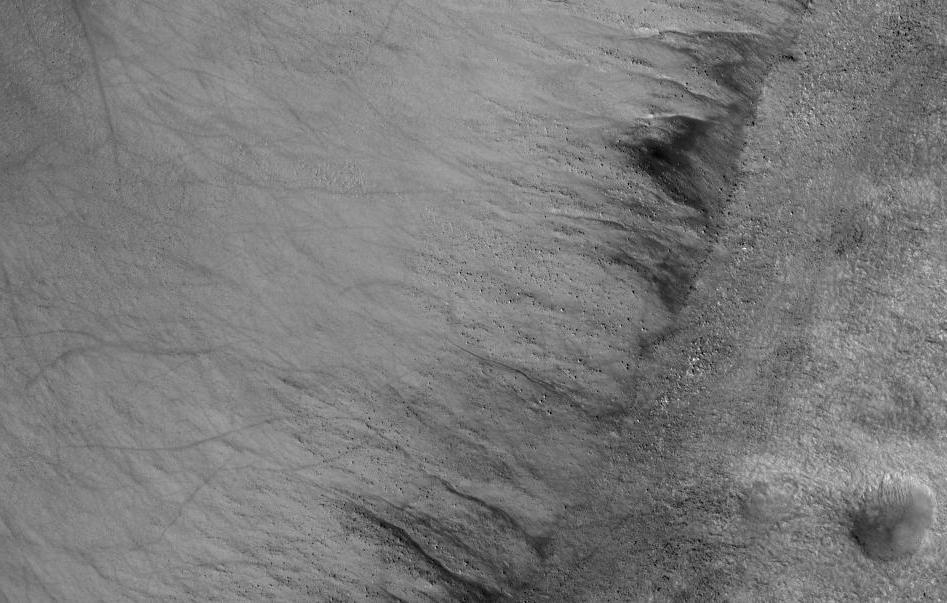
Imagem aproximada das ravinas na cratera Green.